# Jan Betker
Jan Betker, née le 19 juillet 1960 à Regina, est une joueuse canadienne de curling notamment championne olympique en 1998.

## Biographie
Jan Betker s'associe avec la skip Sandra Schmirler ainsi que Marcia Gudereit et Joan McCusker. Elles sont championnes du Canada et du monde en 1993, 1994 et 1997. Représentant leur pays aux Jeux olympiques d'hiver de 1998 à Nagano au Japon, où le curling est un sport officiel pour la première fois depuis 1924, Schmirler et ses coéquipières sont championnes olympiques après avoir battu le Danemark en finale. Elles deviennent membres du Curling Hall of Fame en 1999 et du Panthéon des sports canadiens en 2000. Schmirler meurt d'un cancer en mars 2000, à l'âge de 36 ans, et Betker reprend la position de skip en 2003 après avoir longuement hésité. Betker est bien placée dans plusieurs compétitions nationales mais ne retrouve pas le même succès qu'avec Schmirler